# Teiki
Il Teiki (帝紀?) è un testo storico giapponese che si presume sia stato compilato nel 681. Il testo non è più esistente. Se ne fa menzione in un altro libro, il Kojiki, che sarebbe stato scritto sulla base del precedente.

## Contesto
Secondo il Nihongi:
Secondo la prefazione del Kojiki, l'imperatore Tenmu disse:
Fece allora memorizzare ad Hieda no Are il contenuto del Teiki e del Kyūji, entrambi i quali furono in seguito usati come fonti storiche per comporre il Kojiki.

## Titolo
Il vero titolo del testo è sconosciuto a causa delle difficoltà ortografiche degli antichi testi giapponesi. La lettura Teiki è presa dalla lettura on'yomi. In aggiunta, le letture tradizionali giapponesi includono Sumera Mikoto no Fumi e Sumerogi no Fumi. Tutte significano letteralmente "Cronaca imperiale".
La prefazione del Kojiki fa riferimento ad altri due titoli: Sumera Mikoto no Hitsugi (帝皇日嗣? "Genealogia degli Imperatori") e Sakitsuyo no Furukoto (先代旧辞?). Entrambi sono nomi alternativi per il Teiki.

## Contenuto
Poiché il testo non esiste più, si conosce pochissimo di esso. L'opinione generale è che il Teiki descrivesse la stirpe imperiale. Una teoria sostiene che fosse una genealogia della stirpe imperiale che documentava i regni di ciascun imperatore. Un'altra teoria, basata sul titolo letterale, sostiene che fosse un rendiconto delle realizzazioni imperiali, ma che non sarebbe stato appropriato come genealogia.
Una teoria rivale identifica il secondo e il terzo volume del Kojiki come il vero contenuto del Teiki. E un'altra ancora suggerisce che il Teiki e il Kyūji non fossero due testi separati, ma piuttosto un singolo testo unificato.